# یون لیندروت (ژیمناست)
یون لیندروت (فنلاندی: John Lindroth; ۱۷ سپتامبر ۱۸۸۳ – ۲۴ ژوئیهٔ ۱۹۶۰) ژیمناست اهل فنلاند بود.
وی در مسابقات کشوری و بین‌المللی در مجموع برندهٔ ۱ مدال برنز شده‌است.